# Константа Гамакера
Константа Гамакера — коефіцієнт пропорційності у виразах, що визначають залежність сили ван-дер-ваальсової взаємодії від відстані між об'єктами різного хімічного складу (частинки, наприклад, колоїдні частинки, макроскопічні об'єкти — окремі фази) та різної форми. Величина константи Гамакера також залежить від середовища, в якому розміщені ці об'єкти — це дозволяє, наприклад, легко пояснити тяжіння та відштовхування між фізичними тілами залежно від властивостей середовища, в яке вони занурені.
Значення константи Гамакера {\displaystyle A} для взаємодій Ван-дер-Ваальса визначається рівнянням:
{\displaystyle A=\ C\pi ^{2}\rho _{1}\rho _{2}}
де {\displaystyle \rho _{1}} i {\displaystyle \rho _{2}} — кількість атомів в одиниці об'єму взаємодіючих тіл і {\displaystyle C} — коефіцієнт взаємодії Лондона. Константа Гамакера дозволяє визначити {\displaystyle C} через ван-дер-ваальсовий потенціал пари, як: {\displaystyle w(r)=-C/r^{6}}.